# Bretejovce
Bretejovce (bis 1927 slowakisch auch „Bracijovce“; ungarisch Sárosberettő – bis 1907 Berettő) ist eine Gemeinde im Osten der Slowakei mit 472 Einwohnern (Stand 31. Dezember 2024) im Okres Prešov, einem Teil des Prešovský kraj, und wird zur traditionellen Landschaft Šariš gezählt.

## Geographie

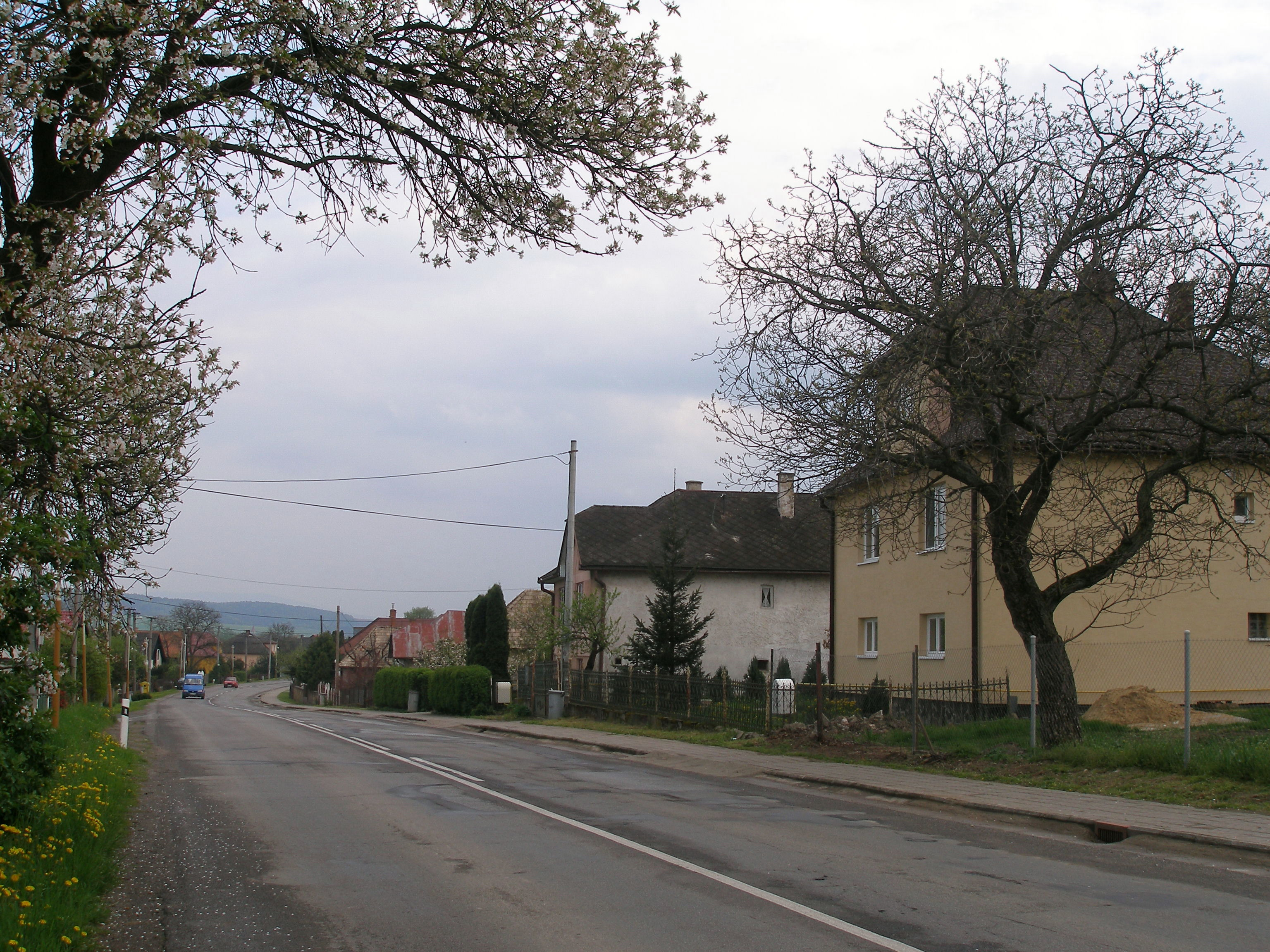
Hauptstraße von Bretejovce

Die Gemeinde befindet sich im Talkessel Košická kotlina am rechten Ufer der Torysa. Das Ortszentrum liegt auf einer Höhe von 239 m n.m. und ist 15 Kilometer von Košice sowie 22 Kilometer von Prešov entfernt (Straßenentfernung).
Nachbargemeinden sind Janovík im Norden, Šarišské Bohdanovce im Nordosten, Nová Polhora im Osten, Seniakovce im Südosten und Süden und Družstevná pri Hornáde (Ortsteil Malá Vieska) im Westen.

## Geschichte

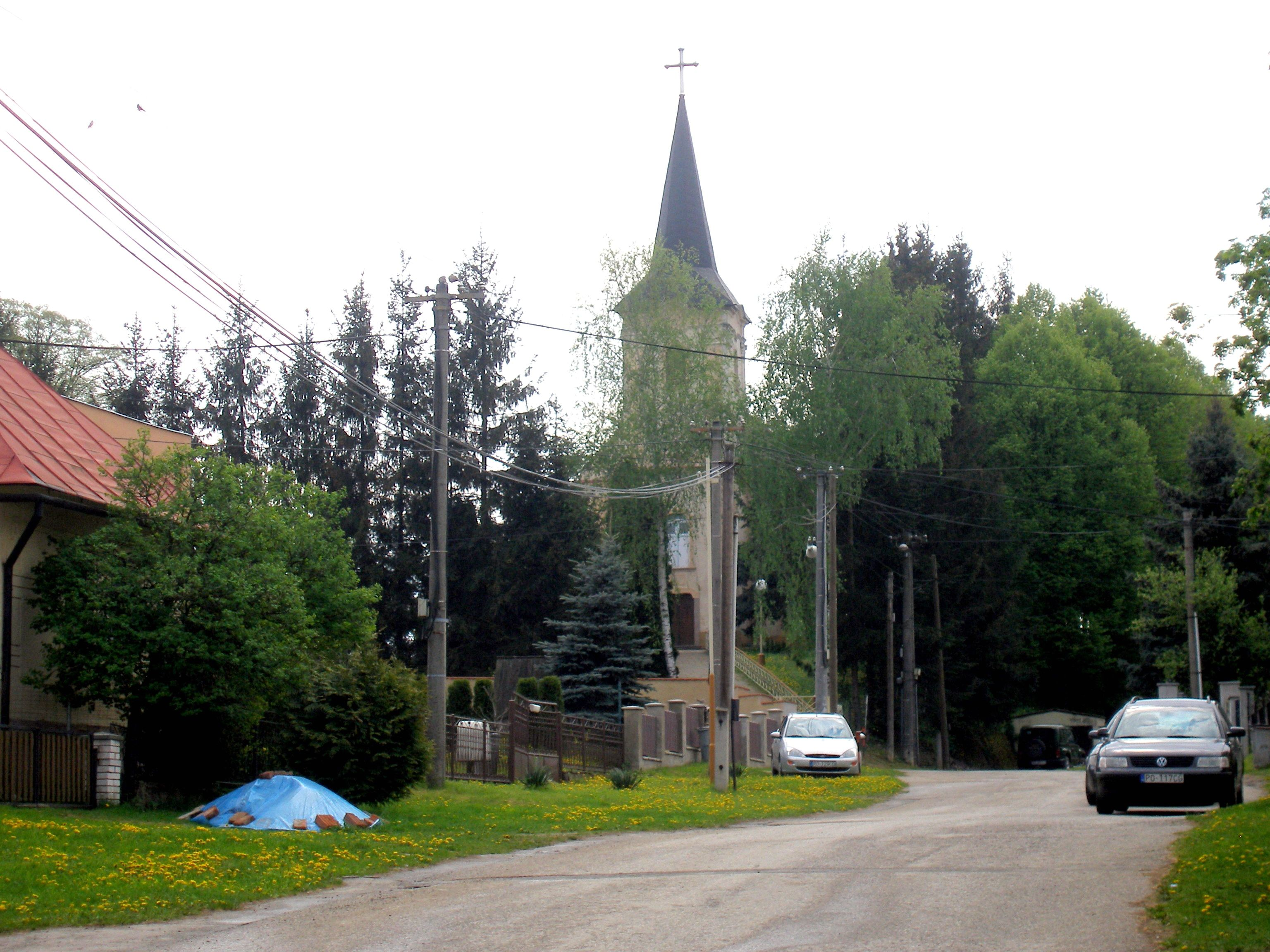
Kirche im Ort

Bretejovce wurde zum ersten Mal 1289 als Beretey schriftlich erwähnt und entwickelte sich an der Stelle eines älteren Dorfes aus dem 12. Jahrhundert. Zur Zeit der Ersterwähnung war Bretejovce Besitz des Geschlechts Aba (Linie von Drienov). 1427 wurden 19 Porta verzeichnet, die dem Geschlecht Aba (Linie von Budimír) gehörten, später waren die Ortsgüter Besitz von Familien wie Rozgonyi, Segney, Semsey und Péchy. 1787 hatte die Ortschaft 37 Häuser und 323 Einwohner, 1828 zählte man 50 Häuser und 383 Einwohner, die als Landwirte beschäftigt waren.
Bis 1918/1919 gehörte der im Komitat Sáros liegende Ort zum Königreich Ungarn und danach zur Tschechoslowakei beziehungsweise heute Slowakei. Nach dem Zweiten Weltkrieg wurde die örtliche Einheitliche landwirtschaftliche Genossenschaft (Abk. JRD) im Jahr 1959 gegründet, ein Teil der Einwohner pendelte zur Arbeit mach Prešov und Košice.

## Bevölkerung
| Jahr                | 1994 | 2004    | 2014    | 2024     |
| ------------------- | ---- | ------- | ------- | -------- |
| Anzahl der Personen | 377  | 376     | 386     | 472      |
| Unterschied         |      | −0,26 % | +2,65 % | +22,27 % |

| Jahr                | 2023 | 2024    |
| ------------------- | ---- | ------- |
| Anzahl der Personen | 471  | 472     |
| Unterschied         |      | +0,21 % |

Nach der Volkszählung 2011 wohnten in Bretejovce 374 Einwohner, davon 352 Slowaken und ein Russine. Ein Einwohner gab eine andere Ethnie an und 20 Einwohner machten keine Angabe zur Ethnie.
270 Einwohner bekannten sich zur römisch-katholischen Kirche, 59 Einwohner zur Evangelischen Kirche A. B., fünf Einwohner zur griechisch-katholischen Kirche, vier Einwohner zur orthodoxen Kirche, drei Einwohner zur reformierten Kirche, zwei Einwohner zu den Zeugen Jehovas und ein Einwohner zur evangelisch-methodistischen Kirche. Ein Einwohner bekannte sich zu einer anderen Konfession, neun Einwohner waren konfessionslos und bei 20 Einwohnern wurde die Konfession nicht ermittelt.

## Bauwerke und Denkmäler

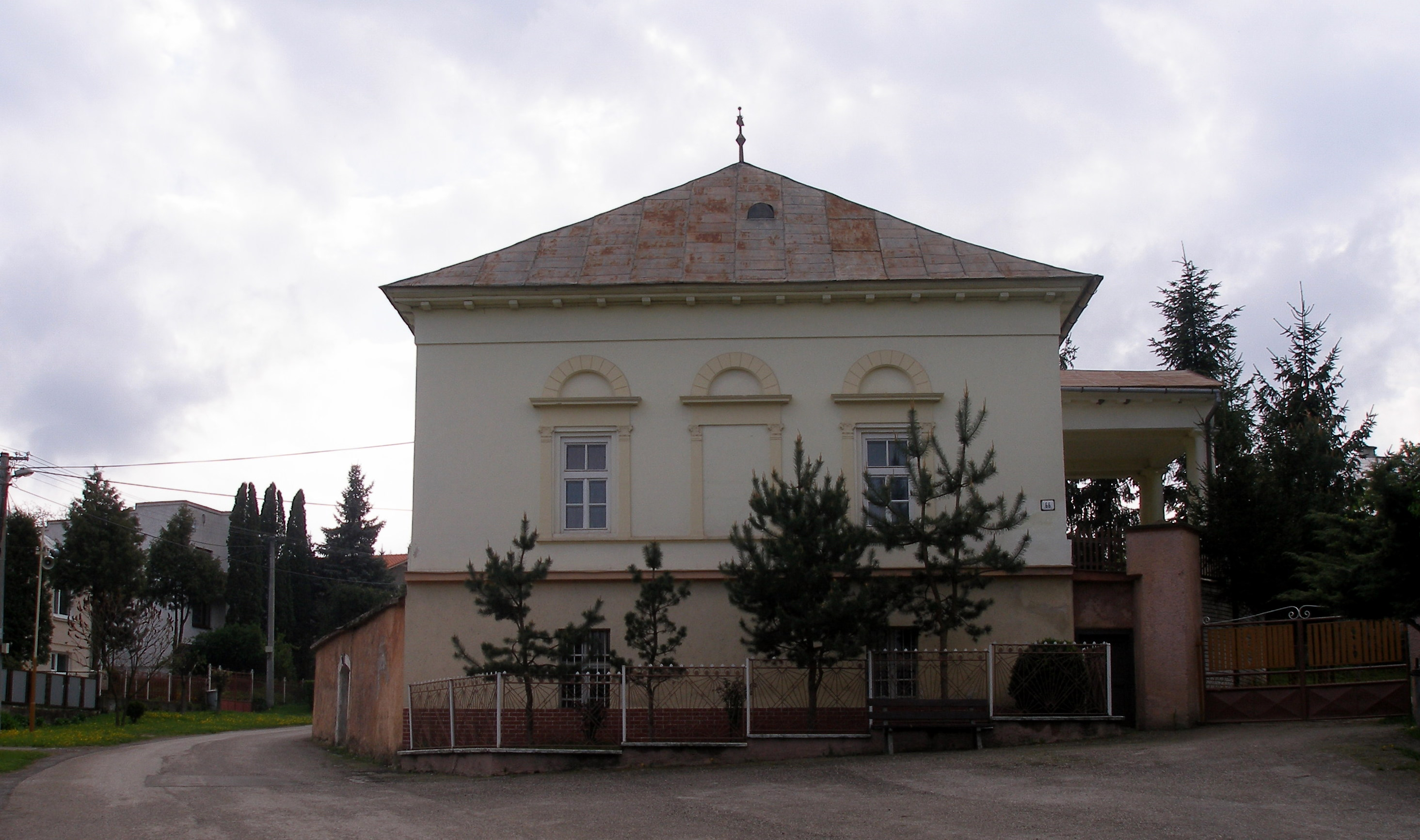
Landsitz

- römisch-katholische Kirche Jungfrau Maria im barock-klassizistischen Stil aus den Jahren 1783–1785[6]
- Landsitz im Stil des Empire aus der ersten Hälfte des 19. Jahrhunderts[7]

## Verkehr
Durch Bretejovce führt die Straße 1. Ordnung 20 zwischen Košice und Prešov. Die Autobahn D1 verläuft parallel zu ihr östlich am Ort vorbei. Der nächste Bahnanschluss ist in Kostoľany nad Hornádom an der Bahnstrecke Košice–Žilina.